# Christer Johansson (Tischtennisspieler)
Christer Johansson (* 10. Dezember 1944 in Eskilstuna) ist ein schwedischer Tischtennisspieler und -trainer. Er gewann mit Schweden zweimal die Europameisterschaft. Von 1974 bis 1979 war er Bundestrainer des Deutschen Tischtennis-Bundes DTTB.

## Karriere als Spieler
Der Linkshänder Johansson begann 1956 mit dem Tischtennissport im Verein Verdandi. 1964 wechselte er nach Mölndal. Er gewann mit der schwedischen Nationalmannschaft 1964 und 1966 die Europameisterschaft. Im Doppel kam er bei der EM 1964 bis ins Halbfinale.
Johansson trat bei drei Weltmeisterschaften an: 1965, 1967 und 1971. 1967 belegte er mit dem schwedischen Team Platz 3, 1971 Platz 4.
Bei den Nordeuropa-Meisterschaften 1967 in Helsinki erreichte er im Doppel das Endspiel, mit der Mannschaft gewann er Gold. Nach eigenen Angaben wurde er zwischen 1961 und 1967 etwa 20-mal für die schwedische Nationalmannschaft nominiert.

## Trainerlaufbahn
1966 wurde Johansson Nationaltrainer von Schweden. Während seiner Amtszeit wurde Stellan Bengtsson Weltmeister im Einzel (1971) und sein Bruder Kjell Johansson Weltmeister im Doppel (1973).
Ab 1. September 1974 verpflichtete ihn der DTTB als Bundestrainer; er wurde damit Nachfolger von Hans Alsér. Johansson war allein verantwortlich für den deutschen Nationalkader.
Zunächst musterte er "alte" Spieler, etwa Klaus Schmittinger, aus und verjüngte die Mannschaft. Dies wurde von vielen Experten kritisiert. Aufsehen erregte sein Vorhaben, für die Europameisterschaft 1976 in Prag die amtierende deutsche Meisterin Agnes Simon nicht zu berücksichtigen, da sie ihm mit damals 41 Jahren zu alt erschien. Nach heftigen Diskussionen nominierte er Simon doch noch für die Individualwettbewerbe, nicht aber für die Damenmannschaft.
Nach der Weltmeisterschaft 1979 verließ Johansson den DTTB. Nachfolger wurde Istvan Korpa. Johansson arbeitete später als Nationaltrainer in Norwegen, in der Schweiz (bis 1996) und in Luxemburg sowie zeitweise in der deutschen Bundesliga (bei TTC Zugbrücke Grenzau, Germania Schnelsen und BSV Eintracht Leer) und bei DTTB-Mitgliedsverbänden (etwa beim Tischtennis-Verband Niedersachsen ab Januar 1998). 1988 wurde er für die Firma Donic tätig. Bei der Europameisterschaft 1990 in Göteborg betreute Johansson die Mannschaft der DDR.
2001 wurde Johansson vom Berliner Verein 3B als Trainer für den weiblichen Nachwuchs verpflichtet. Ein Jahr später übernahm er in Luxemburg das Amt des Cheftrainers, im April 2007 wurde er Sportdirektor des luxemburgischen TT-Verbandes.

## Autor
Johansson schrieb in mehreren Sprachen einige Bücher über Tischtennis, etwa
- Kondition im Tischtennis, Wien 1979
- Taktik im Tischtennis, Wien 1979

## Privat
Johansson hatte einen Bruder Kjell, mit dem er oft gemeinsam im schwedischen Nationalteam antrat. Er ist verheiratet und hat zwei Töchter.

## Turnierergebnisse
| Verband | Veranstaltung          | Jahr | Ort       | Land | Einzel       | Doppel        | Mixed        | Team |
| ------- | ---------------------- | ---- | --------- | ---- | ------------ | ------------- | ------------ | ---- |
| SWE     | Europameisterschaft    | 1966 | London    | ENG  |              |               |              | 1    |
| SWE     | Europameisterschaft    | 1964 | Malmö     | SWE  | letzte 16    | Viertelfinale |              | 1    |
| SWE     | Nordic Meisterschaften | 1967 | Helsinki  | FIN  |              | Silber        |              | 1    |
| SWE     | Weltmeisterschaft      | 1971 | Nagoya    | JPN  | keine Teiln. | keine Teiln.  | keine Teiln. | 4    |
| SWE     | Weltmeisterschaft      | 1967 | Stockholm | SWE  | letzte 64    | letzte 64     | letzte 64    | 3    |
| SWE     | Weltmeisterschaft      | 1965 | Ljubljana | YUG  | Qual         | letzte 16     | keine Teiln. |      |